# The Darkness (игра)
The Darkness — компьютерная игра в жанре шутера от первого лица. Была разработана студией Starbreeze Studios и издана 25 июня 2007 года компанией 2K Games в Северной Америке и 20 июля 2007 года в Европе для игровых приставок 7-го поколения PlayStation 3 и Xbox 360. Сюжет игры основан на одноимённом комиксе издательства Image Comics. Игра разворачивается в наши дни на улицах Нью-Йорка. Игрок управляет персонажем по имени Джеки Эстакадо, наёмным убийцей, одержимым силами Тьмы, которые дают главному герою особые способности.

## Игровой процесс
The Darkness — шутер от первого лица с элементами ролевых игр. Игрок управляет главным персонажем по имени Джеки Эстакадо, наёмным убийцей, племянником главы мафиозного клана. Игроку предоставляется как стандартный набор огнестрельного оружия, так и особые способности, которые даруются Тьмой. Сверхъестественные способности игрока заблокированы в начале игры и становятся доступными постепенно. Всего игроку предоставляется четыре вида способностей, благодаря которым главный герой может ползать по стенам и потолкам, сбивать врага с ног «хвостом», хватать и швырять предметы, стрелять, используя Тьму как боеприпасы, засасывать врагов в чёрные дыры. Любая из этих способностей при активации выполняет также миссию защиты игрока от пуль врагов. Чтобы усиливать свои способности, Джеки должен вырывать и поглощать сердца убитых врагов. Также игроку на помощь приходят четыре миньона-дарклинга, которые вылезают из тёмных врат и могут убивать врагов отбойным молотком, из пулемёта, молнией или бомбой, привязанной за спиной. Все сверхъестественные способности могут быть использованы только когда Джеки находится в тени или в темноте. Свет разрушает силу Тьмы и превращает миньонов в пыль.
В игре отсутствуют аптечки и дискретный индикатор здоровья. Поскольку Джеки одержим силами Тьмы, при серьёзном ранении ему достаточно некоторое время спокойно постоять вне досягаемости пуль врагов и его здоровье восстанавливается.
Большая часть игры происходит ночью, при свете Луны, за исключением стычки с людьми Франчетти на острове, где находится маяк. Туда Джеки прибывает днём, но через какое-то время начинается солнечное затмение и все погружается во тьму.
Игра предполагает три уровня сложности — лёгкий (англ. Easy), Средний (англ. Medium), Сложный (англ. Hard), все уровни отличаются усилением мощи противника.
В виде бонусов разработчики предоставили игроку возможность разблокировать дополнительные материалы по игре (зарисовки персонажей и местностей, трансформация персонажей, оригинальный комикс). Для этого игроку необходимо звонить по номерам телефонов, полученных различными способами, и отправлять в Нью-Йорке письма солдат, найденных в Ином мире.

## Сюжет
Сюжет игры основан на одноимённом комиксе компании Top Cow. Главный персонаж игры — Джеки Эстакадо (англ. Jackie Estacado), племянник главы влиятельного мафиозного клана, Поли Франчетти (англ.  Paulie Franchetti). После смерти своих родителей Джеки попал в приют, откуда его взял в «семью» дядя Поли, чтобы сделать из Джеки профессионального киллера. В день своего 21-летия Джеки становится объектом преследования своего дяди, который решил, что Джеки стал претендовать на роль главы «семьи», поэтому Франчетти подстраивает ему ловушку, из которой Джеки удается выбраться. В этот же день Джеки обнаруживает, что стал одержим неким существом — Тьмой, которое одарило Джеки сверхъестественными способностями, но взамен стало поглощать его душу.
Люди дяди Поли следуют за Джеки по пятам, что не мешает ему в отместку за преследование постоянно нарушать планы своего дяди. В итоге Франчетти убивает на глазах Джеки его подругу Дженни (англ. Jenny Romano). Джеки совершает самоубийство и попадает в странный мир, населённый духами солдат, которые по-прежнему ведут схватку на полях Первой мировой войны. Здесь Джеки встречает дух своего прапрадеда Энтони Эстакадо (англ. Anthony Ectacado), который признается Джеки, что он первым «впустил» Тьму в их семью — заключил с ней договор. По этому договору, мужчина из рода Эстакадо в 21 год получает сверхъестественные способности, которые ему дарует Тьма — некое существо, поселяющееся в теле «хозяина», но взамен поглощающее его душу. Когда в роде Эстакадо появляется новый отпрыск мужского пола силы Тьмы покидают тело предыдущего «хозяина» и переселяются в новорожденного, где ждут его 21-летия. Но Джеки покончил с собой, не оставив наследника, поэтому Тьма вернула его к жизни. Энтони призывает Джеки бороться с Тьмой и рассказывает Джеки, как взять контроль над этой сущностью и не дать ей поглотить свою душу.
Вернувшись в реальный мир Джеки проникает в логово капитана Шрота, продажного полицейского, подручного Поли Франчетти и похищает кейс с нелегальным товаром. Шрот требует, чтобы Джеки вернул кейс. Они договариваются о встрече в Церкви Святой Троицы, куда Джеки приносит кейс, начинённый взрывчаткой. Здесь, после перестрелки люди капитана Шрота захватывают Джеки. Убив Шрота и его людей, Джеки вновь перемещается в Иной мир, где ему удается проникнуть в замок Тьмы. Получив контроль над Тьмой Джеки теперь по своему желанию может перемещаться в реальный мир и обратно.
Когда Джеки вновь оказывается в Нью-Йорке, он узнаёт от Бутчера, что словосочетание «Mother of God», о котором случайно проболтался один из людей капитана Шрота, является названием судна, на котором чикагская мафия переправляет наркотики. Это судно она доверила Поли Франчетти. Джеки пробирается на судно, уничтожает команду и её капитана. Франчетти, опасаясь мести чикагской группировки, прячется в особняке на острове, где находится маяк. Воспользовавшись солнечным затмением, Джеки проникает на остров и утоляет наконец свою месть.
Отдельно отмечается бонусная сцена: в игре можно полностью посмотреть фильм «Убить пересмешника», если игрок остается неподвижным в этом эпизоде, в то время как девушка персонажа засыпает рядом с ним. Maximum PC назвала эту сцену «самым аутентичным примером романтики, когда-либо переданным в видеоиграх». Также в игре присутствуют фильм «Человек с золотой рукой», полный эпизод «Флэша Гордона», фильм «Уличный боец» с Синъити Тибой и короткометражные мультфильмы о Попае и Габби.

## Технологии
Игра построена на сильно модифицированном игровом движке, который использовался компанией Starbreeze Studios для создания игры «The Chronicles of Riddick: Escape from Butcher Bay». По словам разработчиков, они использовали ту же систему анимации, что и в «Chronicles of Riddick». А также технологию, схожую с Light Field Mapping («мягкие» тени), которая использовалась для создания игры Half-life 2. Эта комбинация динамического освещения и «мягких» теней позволила сделать текстуры более объемными и реалистичными, чем в «Chronicles of Riddick», где использовалась технология только динамического освещения, что давало очень резкие тени. Движок является очень ресурсоемким, что наложило определённые ограничения на реализацию сложной архитектуры и не позволило насытить изображение мелкими объектами.

## Отзывы в прессе
| Сводный рейтинг       | Сводный рейтинг   | Сводный рейтинг  |
| Издание               | Оценка            | Оценка           |
| Издание               | PS3               | Xbox 360         |
| --------------------- | ----------------- | ---------------- |
| GameRankings          | 80,40 %           | 82,70 %          |
| Metacritic            | 80 % (35 обзоров) | 82 % (63 обзора) |
| MobyRank              | 82/100            | 83/100           |
| Иноязычные издания    |                   |                  |
| Издание               | Оценка            | Оценка           |
| Издание               | PS3               | Xbox 360         |
| 1UP.com               | 9/10              | 9/10             |
| EGM                   | 8/10              | 8/10             |
| Eurogamer             | N/A               | 8/10             |
| Game Informer         | 8,75/10           | N/A              |
| GamePro               | N/A               | 3,75/5           |
| GameRevolution        | B−                | B−               |
| GameSpot              | N/A               | 8,5/10           |
| GameSpy               | N/A               | 4/5              |
| GameTrailers          | 8,2/10            | 8,2/10           |
| GameZone              | N/A               | 8,5/10           |
| IGN                   | N/A               | 7,8/10           |
| OXM                   | N/A               | 8/10             |
| Planet Xbox 360       | N/A               | 9/10             |
| Русскоязычные издания |                   |                  |
| Издание               | Оценка            | Оценка           |
| Издание               | PS3               | Xbox 360         |
| Gametech              | N/A               | 90               |

- GameTech — проект портала iXBT, отметил из плюсов игры интересную историю, оригинальную игровую механику, отход от концепции линейного коридорного шутера. Заметив, что прогулки по городу туда-сюда могут всё-таки надоесть, огнестрельное оружие слабо сбалансированы, мультиплеер оставляет желать лучшего[27][28].
- Игровой проект портала Cnews «Боевой народ» в своем обзоре поставил игре оценку 8,5 из 10, сделав заключение, что игра «сочетает в себе все лучшее из Silent Hill, Max Payne, Fahrenheit и Condemned: Criminal Origins. В отличие от последней, проект не надоедает через пару часов, а держит на крючке до самого финала.», а также отметив увлекательный сюжет и отличную графику[7][27].
- Журнал «Мир фантастики» поставил игре оценку 8 баллов из 10, в том числе 9 из 10 за сюжет, 8 из 10 за графику и 9 из 10 за звук. Сделав вывод, что «из существующих проектов для консолей нового поколения The Darkness выделяется неглупым сюжетом и массой интересных решений в области игрового процесса.»[27][29]

## Саундтрек
Голос Тьмы озвучивал Майк Паттон, вокалист группы Faith No More. В игре была использована в первую очередь музыка шведских музыкантов, играющих в стиле хэви-металл или индипоп.
- «Try» (The 21st Impact)
- «7 Days» (Acid House Kings)
- «Say Yes If You Love Me» (Acid House Kings)
- «Once Bitten, Twice Shy[англ.]» (Blinded Colony)
- «Riverbank» (Pelle Carlberg[англ.])
- «Open Casket (edit)» (Closer[англ.])
- «Grind & Rewind» (Defleshed[англ.])
- «Black and White» (Down and Away)
- «Shoot It In[англ.]» (The Duskfall)
- «Zon» (dyF1.6)
- «A nice day» (El Caco[англ.])
- «Substitute» (El Caco[англ.])
- «Die Toten Core» (F.K.Ü.)
- «Forever Train» (Frame)
- «I, Deviant» (Insense[англ.])
- «Pure and White» (Joy Serene)
- «Lucky Star» (The Legends)
- «Last Injection» (M.A.N.)
- «The Hunt» (man.machine.industry)
- «To Hell and Back» (man.machine.industry)
- «Cruci-Fiction in Space» (Marilyn Manson)
- «Later That Night» (Path of no Return)
- «Empty Threats» (Searing I[англ.])
- «Die 5 Times Times 5» (South Ambulance)
- «Going Down» (Sparzanza[англ.])
- «It Won’t Stop Bleeding» (Stained Red)
- «Captain Midnight» (Tomahawk) — песня, играющая в титрах
- «Rendered In Vain[англ.]» (Zonaria[англ.])
- «Summer’s End (To Kill A Mockingbird)[англ.]» (Elmer Bernstein)

## Продолжение
Игра получила в 2012 году своё прямое продолжение — The Darkness 2. В сюжетном плане и по геймплею она развивает идеи предыдущей части, однако в качестве нововведений был добавлен и мультиплеер. Кроме того, разработкой игры занималась другая студия.